# Molophilus okadai
Molophilus okadai là một loài ruồi trong họ Limoniidae. Chúng phân bố ở miền Cổ bắc.